# Vardište
Vardište är en ort i Bosnien och Hercegovina.   Den ligger i entiteten Federationen Bosnien och Hercegovina, i den centrala delen av landet, 23 km norr om huvudstaden Sarajevo. Vardište ligger 828 meter över havet och antalet invånare är 272.
Terrängen runt Vardište är kuperad. Närmaste större samhälle är Visoko, 11,0 km sydväst om Vardište. 
I omgivningarna runt Vardište växer i huvudsak blandskog. Runt Vardište är det ganska tätbefolkat, med 93 invånare per kvadratkilometer.